# Södermanlands runinskrifter 5
Södermanlands runinskrifter 5 är ett försvunnet vikingatida runstensfragment av sandsten som funnits i Vänga, Björnlunda socken och Gnesta kommun. Stenen är 45 centimeter lång och 29 centimeter bred. Fragmentet har varit försvunnet åtminstone sedan slutet av 1800-talet. Möjligen har Sö 5 och Sö 6, också det ett försvunnet fragment, varit delar av samma runsten.

## Inskriften
Translitterering av runraden:
[...t : þu...]
Normalisering till runsvenska:
... ...